# 山内涼太
山内 涼太（やまうち りょうた、1995年1月15日 - ）は、日本のプロボクサー。大阪府豊中市出身。元WBOアジアパシフィックフライ級王者。角海老宝石ボクシングジム所属。トレーナーは阿部弘幸。

## 来歴
小学2年生から、地元の豊中市にあるライザースポーツボクシングジムでボクシングを始める。その後小5、小6と2年連続でU－15全国大会で優勝。
高校は箕面東高校に進学。ボクシング部は無かったが、山内曰く「校長先生がめっちゃいい人で、名前だけつくってくれた」とのこと。2011年の全国選抜大会ライトフライ級で、井上拓真に敗れて準優勝。
大学は東京農業大学に進学。大学の先輩に同じく角海老宝石ジム所属の斎藤一貴がいる。2017年、大学卒業後にプロ転向。
2017年6月30日、後楽園ホールでデビュー戦としてパランペット・ウォーコンピセートジム（タイ）と対戦し、2回2分27秒KO勝ちを収めた。
2017年12月19日、後楽園ホールでOPBF東洋太平洋ライトフライ級8位のレスター・アブタン（フィリピン）と対戦し、4回2分26秒TKO勝ちを収めた。
2018年5月7日、後楽園ホールで日本フライ級10位の堀陽太（横浜光）と対戦し、5回1分32秒TKO勝ちを収めた。
2018年10月1日、後楽園ホールでリオ・ナインゴラン（インドネシア）と対戦し、3回終了TKO勝ちを収めた。
2019年3月30日、上海の普陀体育館でウラン・トロハツ（中国）とWBAインターナショナル・フライ級王座決定戦を行い、12回0-3（112-115,109-117×2）で判定負けを喫し、王座獲得とはならなかった。
2019年8月23日、後楽園ホールでWBAアジアフライ級王者でWBA世界フライ級13位のアルフォイ・ダガイロアンとフライ級8回戦を行い、8回2-0（78-74、77-75、76-76）で判定勝ちを収めた。
2019年10月26日に後楽園ホールで日本フライ級6位の藤北誠也とチャンピオンカーニバル最強挑戦者決定戦を行う予定だったが、山内の怪我で試合中止となった。
2020年2月14日、後楽園ホールでフィリピンライトフライ級12位のMJ・ボーとフライ級8回戦を行い、2回2分24秒KO勝ちを収めた。
2020年8月19日、後楽園ホールでWBOアジアパシフィックフライ級5位の戸高達とWBOアジアパシフィックフライ級王座決定戦を行い、3回終了TKO勝ちを収め、王座を獲得した。
2021年6月24日、後楽園ホールでWBOアジアパシフィックフライ級5位の中山祐太と対戦し、7回1分29秒TKO勝ちを収め、初防衛に成功した。
2022年4月9日、さいたまスーパーアリーナで行われたゲンナジー・ゴロフキン 対 村田諒太戦興行のセミメインにおいて、WBO世界フライ級王者の中谷潤人に挑戦するも、8回2分20秒TKO負けを喫し、王座獲得に失敗した。
2023年4月1日、後楽園ホールにて第1回WHO’S NEXT DYNAMIC GLOVE on U-NEXTにて日本フライ級王座決定戦を行ない、日本フライ級7位永田丈晶（協栄）に10回0-3（94-96×3）で敗れ、タイトル奪取に失敗した。
2025年4月8日、後楽園ホールで行われたダイヤモンドグローブのセミメインにて日本フライ級1位永田丈晶（協栄）と日本フライ級王座決定戦を行い、10回0-2（93-97,94-96,95-95）で敗れ、タイトル奪取に失敗した。

## 人物
- アマチュアボクサーの秋山佑汰（自衛隊体育学校）とは同級生で、ライザースポーツジムで出会った[10]。
- 目標とするボクサーは中澤奨[11]。

## 戦績
- アマチュアボクシング：53戦38勝（14KO）15敗[12]
- プロボクシング：17戦13勝（12KO）4敗

| 戦           | 日付           | 勝敗 | 時間    | 内容    | 対戦相手                             | 国籍         | 備考                                    |
| ------------ | -------------- | ---- | ------- | ------- | ------------------------------------ | ------------ | --------------------------------------- |
| 1            | 2017年6月30日  | ☆    | 2R 2:17 | KO      | パランペット・ウォーコンピセートジム | タイ         | プロデビュー戦                          |
| 2            | 2017年12月19日 | ☆    | 4R 2:26 | TKO     | レスター・アブタン                   | フィリピン   |                                         |
| 3            | 2018年5月7日   | ☆    | 5R 1:32 | TKO     | 堀陽太（横浜光）                     | 日本         |                                         |
| 4            | 2018年10月1日  | ☆    | 3R 終了 | TKO     | リオ・ナインゴラン                   | インドネシア |                                         |
| 5            | 2019年3月30日  | ★    | 12R     | 判定0-3 | ウラン・トロハツ                     | 中国         | WBAインターナショナルフライ級王座決定戦 |
| 6            | 2019年8月23日  | ☆    | 8R      | 判定2-0 | アルフォイ・ダガイロアン             | フィリピン   |                                         |
| 7            | 2020年2月14日  | ☆    | 2R 2:24 | KO      | MJ・ボー                             | フィリピン   |                                         |
| 8            | 2020年8月19日  | ☆    | 3R 終了 | TKO     | 戸高達（レパート玉熊）               | 日本         | WBOアジアパシフィックフライ級王座決定戦 |
| 9            | 2021年6月24日  | ☆    | 7R 1:29 | TKO     | 中山祐太（一力）                     | 日本         | WBOアジアパシフィック防衛1→返上         |
| 10           | 2022年4月9日   | ★    | 8R 2:20 | TKO     | 中谷潤人（M.T）                      | 日本         | WBO世界フライ級タイトルマッチ           |
| 11           | 2022年11月8日  | ☆    | 1R 2:59 | TKO     | パリニャ・カイカンハ                 | タイ         |                                         |
| 12           | 2023年4月1日   | ★    | 10R     | 判定0-3 | 永田丈晶（協栄）                     | 日本         | 日本フライ級王座決定戦                  |
| 13           | 2023年8月24日  | ☆    | 2R 1:10 | KO      | ジャッカパンセーントーン             | タイ         |                                         |
| 14           | 2024年2月2日   | ☆    | 2R 1:16 | KO      | アーノルド・ガルデ                   | フィリピン   |                                         |
| 15           | 2024年6月7日   | ☆    | 6R 1:45 | TKO     | 神崎靖浩（倉敷守安）                 | 日本         |                                         |
| 16           | 2024年10月26日 | ☆    | 4R 0:49 | KO      | オーリー・シルベストレ               | フィリピン   |                                         |
| 17           | 2025年4月8日   | ★    | 10R     | 判定0-2 | 永田丈晶（協栄）                     | 日本         | 日本フライ級王座決定戦                  |
| 18           | 2025年9月5日   | -    | -       | -       | 井上夕雅（真正）                     | 日本         |                                         |
| テンプレート |                |      |         |         |                                      |              |                                         |

## 獲得タイトル
- WBOアジアパシフィックフライ級王座（防衛1=返上）